# Ратаві
Ратаві — нафтове родовище в Іраку (біля м. Басра). Входить до нафтогазоносного басейну Перської затоки.

## Історія
Відкрите 1979 року.

## Характеристика
Запаси 660 млн т нафти та 55 млрд м3 газу.